# Luis García Mañero
Luis García Mañero (Sotillo de la Ribera, 26 de septiembre de 1703-Zaragoza, 20 de julio de 1767) fue un eclesiástico español que ocupó los cargos de obispo de Tortosa y arzobispo de Zaragoza.

## Biografía
Nació en Sotillo de la Ribera, en la diócesis de Osma. Era hijo de Gabriel García Mañero y Ana Ruiz de la Cuesta. 
Inició sus estudios en El Burgo de Osma, bajo la protección de su tío, el canónigo José Mañero. 
Posteriormente se trasladó a Valladolid para estudiar filosofía y teología en la Universidad de Valladolid. En 1724 entra como familiar al servicio de su tío, Miguel Herrero Esgueva, arzobispo de Santiago de Compostela, hasta su muerte en 1727.
Perdida la protección de su tío y la posibilidad de obtener algún beneficio eclesiástico, volvió a la Universidad de Valladolid a estudiar derecho canónico y civil, doctorándose de ambos en la Universidad de Osma. De vuelta en Valladolid, ejerció en ambos derechos.
En 1746 entró como colegial al Colegio Mayor de Cuenca en Salamanca y consiguió una plaza de canónigo doctoral en la Catedral de Oviedo, ejerciendo de asesor jurídico del capítulo catedralicio. 
En 1755, el rey Fernando VI de España le otorgó una canonjía en la Catedral de Santiago de Compostela.

## Episcopado

### Obispo de Tortosa
El 19 de noviembre de 1759 fue nombrado obispo de Tortosa, tomando posesión a principios de 1760. 
Poco después fue consagrado en Madrid y asistió a las cortes y coronación de Carlos III de España. 
Su entrada solemne en Tortosa solo tuvo lugar a finales de septiembre de ese año.
En 1761 inició las visitas pastorales por la diócesis, destacándose de su acción pastoral la caridad cristiana para con los pobres y desfavorecidos, el deseo de instruir a los jóvenes en la doctrina cristiana y la defensa de la disciplina eclesiástica frente a los canónigos de la catedral.

### Arzobispo de Zaragoza
Fue nombrado arzobispo de Zaragoza por el rey en agosto de 1764, siendo ratificado por bula papal en el 26 de noviembre del mismo año. 
El 8 de enero de 1765 tomó posesión mediante procurador, entrando solemnemente en Zaragoza el 17 de marzo de ese año. 
De su episcopado destacó el apaciguamiento del motín del pan del 6 de abril de 1766, trayendo en procesión el santo sacramento.
Murió el 20 de julio de 1767 y fue enterrado en una cripta de la Santa Capilla de Nuestra Señora del Pilar en la Basílica del Pilar.

## Sucesión
| Predecesor: Francesc Borrull     | Obispo de Tortosa 1760 - 1765     | Sucesor: Bernardo Velarde y Velarde |
| Predecesor: Francisco Añoa Busto | Arzobispo de Zaragoza 1765 - 1767 | Sucesor: Juan Sáenz de Buruaga      |